# Efluxo
Efluxo consiste na saída de uma determinada substância para o exterior de uma célula. Podemos encontrar exemplos de efluxo nos canais iônicos, que para manter o equilíbrio eletrolítico, permitem a passagem de íons do meio intracelular (LIC) para o meio extracelular (LEC). Existe também a bomba de efluxo, que consiste no bombeamento ativo de antimicrobianos do meio intracelular para o extracelular, isto é, o seu efluxo ativo, produz resistência bacteriana a determinados antimicrobianos. A resistência às tetraciclinas codificada por plasmídeos em Escherichia coli resulta deste efluxo ativo.